# Валентин Віллашек
Валентин Віллашек (словац. Valentin (Balint) Willaschek, 1810—1886) — відомий майстер ливарного мистецтва Закарпатського краю.
Існує три відомих імена митців ливарного мистецтва Закарпатського краю XIX століття. Це скульптор В. Кінне з Ужгорода, Валентин Віллашек з с. Шелестова та Ондраш Шоссел з с. Фрідєшово (Мукачівський р-н). Інших імен історія, на жаль, не зберегла, хіба що окрім угорського ливаря Лорінца Дунайського, який виготовив модель скульптури "Відпочиваючий Гермес" для ливарної мануфактури в с. Тур"я Ремета.
Першим із них в хронологічному порядку з'являється в нашому краї саме В. Віллашек у 1834 році з німецького міста Вілсек (Vilseck). Віллашек був скульптором-ливарем і формувальником. Освіту здобув, можливо, у Берліні або Гляйвіці. Можна вважати що це було по запрошенню графської родини Шенборн, які, як відомо, поважали висококваліфікованих спеціалістів і давали їм непогані посади на своїх підприємствах. Він працював у Шелестівському ливарному заводі, що належав родині графів Шенборнів.
Валентин був одружений з Юдитою (Juditha) Паворіс. В них було 8 дітей: Генрік (1838 р.н.), Павліна Кларіта (1842 р.н.), Річард (1844 р.н.), Густаф Адольф (1848 р.н.), Артур Роман (1849), Ладіслав Еміліан (1853 р.н.), Юлій (1855 р.н.), Клара Іретта (1857 р.н.).
Щодо віровизнання, то тут цікавим є те, що Валентин був римо-католиком, а Юдита протестанткою (evangelica)
Серед нащадків Валентина Віллашека є художники та різьбярі по дереву. Наприклад художником був Рудольф Віллашек (1923—1986) і є художником, живописцем в наш час його син Тіберій Віллашек (1959). Також сучасна художниця Віоріка Віллашек яка проживає в м. Мукачево.

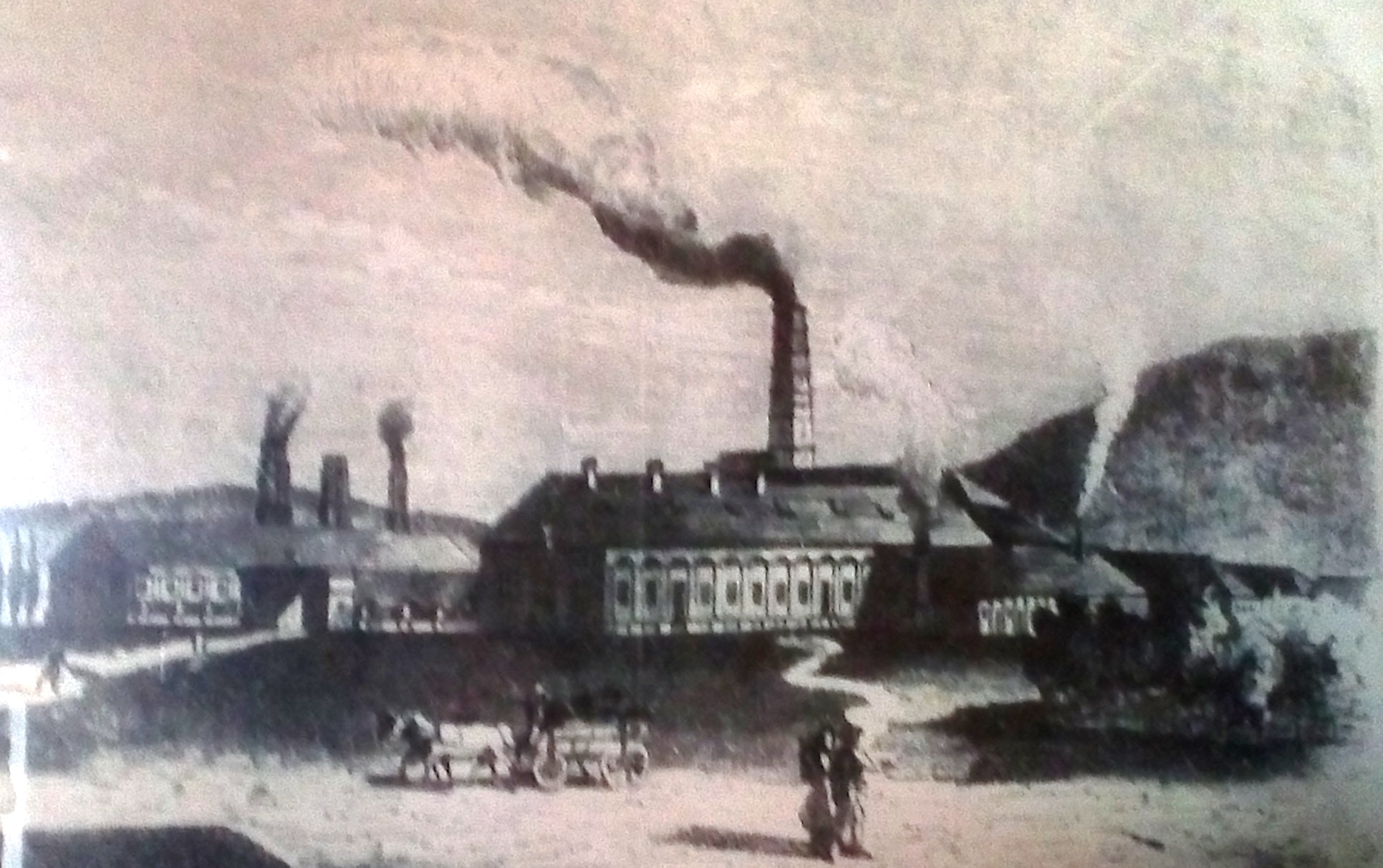
Малюнок — Шелестівський залізоплавильний (ливарний) завод

## Робота на залізоплавильному (ливарному) заводі
Шелестівський завод був відомий вже з XVII століття. Там Віллашек працював модельєром до 1849 року, після чого обіймав першу посаду майстра кастингу, або наглядача «vagyari felvigyazo, Frigyesfalva» (на Фрідєшівському залізоплавильному заводі) що записано в книзі реєстрації актів про смерть 1902—1906 (яка знаходиться в Закарпатському обласному архіві) про смерть сина В. Вілашека — Юлія (Дюли) Вілашека.
Вілашек привіз з собою з Німеччини ряд моделей. Міграція моделей серед ливарних заводів в той час була поширеною практикою. Вони переходили не лише від провідних заводів до провінційних, а й мігрували серед підприємств одного рівня у конкретному регіоні. Так, ажурні десертні тарілки, які серійно випускалися мукачівськими заводами, аналогічні тим, що вироблялися у Гляйвіці та Берліні.

Водночас ряд виробів (прес-пап'є, свічники, канделябри)  хоча й схожі на німецькі взірці, однак не є їх копіями, а заново змодельовані. Цю технологічну операцію міг виконати лише фахівець, обізнаний з методом пустотілої заливки із застосуванням ядра, який був напрацьований на металургійному заводі в Берліні. Така можливість була у В. Вілашека. Беручи за основу німецькі аналоги, він завжди додавав щось своє або віднімав. А це вимагало виготовлення нової моделі. Поряд з цим Вілашеком виготовлено ряд власних моделей. Його чавунні вироби на Угорській промисловій виставці двічі (1842 та 1843 р.) отримали високе визнання. Оцінюючи їх значення, Лайош Кошут підкреслював, що вони ні в чому не поступаються закордонним аналогам і найвищу нагороду — Золоту медаль Угорського промислового товариства отримали цілком заслужено.
На печаті с. Шелестова (частина сучасного селища Кольчино, Мукачівський район Закарпаття) 1844 року, яку за припущенням історика Якова Штернберга, виготовив саме В. Віллашек, зображено жеребця, який скаче. Напис угорською мовою; «Печатка поселення Шелестова. 1844».
В 1847 році, падіння попиту на вироби ливарних заводів спричинило кризу в житті заліза Мукачева. 1848 рік приніс ще більше заворушень, і фабрики Шенборнів функціонували для виробництва зброї під час Угорської Революції 1848—1849 року.

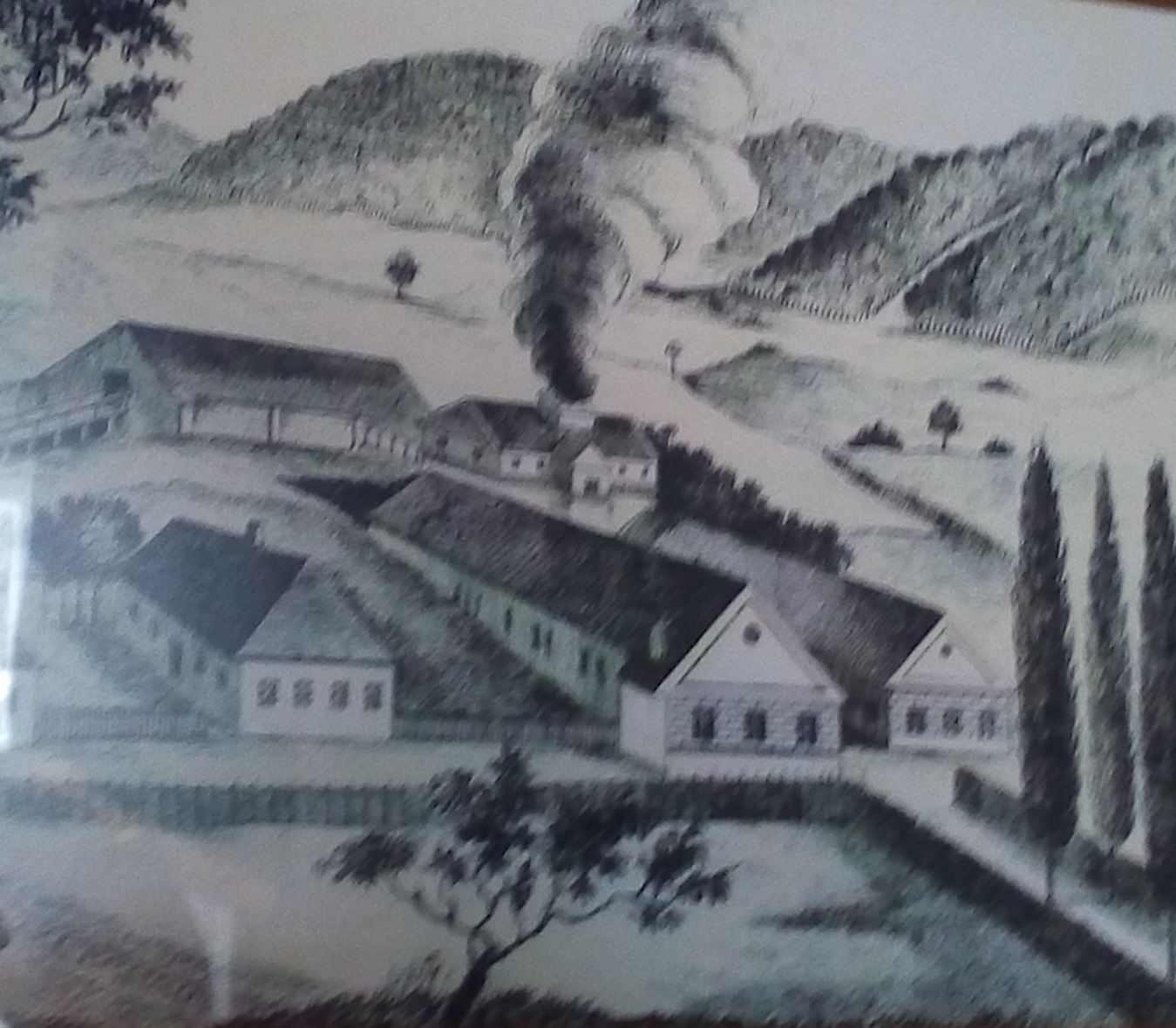
Фрідяшівський ливарний завод XIX ст

Ще восени 1848 року за наказом Національної комісії оборони відливали гармати та гармати, але виготовлялося й інше військове обладнання. Восени 1849 року після воєнного стану цивільне виробництво відновилося. Під час революційних подій у 1848 році на завод приходить працювати Ондраш Шоссел (з с Тур'ї Ремети) і починає працювати під керівництвом Віллашека. Пізніше він сам став дуже майстерним скульптором і формувальником і достойно продовжував розвиток ливарного мистецтва у другій половині XIX cт.
Аналіз взірців виробів Фрідешівського металургійного заводу дає можливість стверджувати, що з появою О.Шоссела в їх формі з'являються стильові ознаки історизуючих стилів. Однак, у виробництві залишились і старі моделі Віллашека, які виправдали себе.